# أنجيلا مورير
أنجيلا مورير (بالألمانية: Angela Maurer) (و. 1975  م) هي سبّاحة ألمانية، ولدت في فيسبادن، شاركت في الألعاب الأولمبية الصيفية 2008، والألعاب الأولمبية الصيفية 2012.

## روابط خارجية
- أنجيلا مورير على موقع الاتحاد الدولي للسباحة (الإنجليزية)
- أنجيلا مورير على موقع SwimRankings.net (الإنجليزية)
- أنجيلا مورير على موقع اللجنة الأولمبية الدولية (الإنجليزية)
- أنجيلا مورير على موقع أوليمبيديا (الإنجليزية)
- أنجيلا مورير على موقع اللجنة الأولمبية الألمانية (الألمانية)